# پریمو لوی
پریمو لوی (به ایتالیایی: Primo Levi) (زاده ۳۱ ژوئیه ۱۹۱۹ - درگذشتهٔ ۱۱ آوریل ۱۹۸۷) شیمی‌دان و نویسندهٔ ایتالیایی در خانوادهٔ سکولار یهودی به دنیا آمد. به رغم مشکلاتی که بنیتو موسولینی برای تحصیل یهودیان ایتالیا به وجود آورده بود، لوی توانست در سال ۱۹۴۱ با مدرک لیسانس در رشتهٔ شیمی از دانشگاه تورین فارغ‌التحصیل شود.
پس از حملهٔ آلمان به شمال ایتالیا در سال ۱۹۴۳، به واسطهٔ خبرچینی یکی از همکارانش اسیر نازیها شد و ده ماه در اردوگاه آشویتس اسیر بود تا این که توسط ارتش سرخ آزاد شد. لوی پس از بازگشت به تورین خاطرات اسارتش در آشوییتس و اروپای شرقی را در دو کتاب آیا این یک انسان است و معاهده نوشت. او عمدتاً آثارش را با نام مستعار دامیانو مالابیالا (Damiano Malabaila) منتشر می‌کرد.
کتاب نقص ساختاری او که در سال ۱۹۷۱ منتشر شد مجموعه‌ای از داستان‌های کوتاه علمی تخیلی اکثراً بدبینانه است.

## مرگ
لوی در سال ۱۹۸۷ با سقوط از راه‌پلهٔ طبقهٔ سوم خانه‌اش جان باخت. هرچند مرگ او رسماً خودکشی اعلام شده، بسیاری به آن مشکوکند و آن را قتل قلمداد می‌کنند.
کتاب‌های او به زبان‌های بسیاری ترجمه شده و معاهده جز کتاب‌های درسی مدارس ایتالیا شد.

## سوءاستفاده از شمارهٔ آشویتس پریمو لوی
در ژوئن ۲۰۱۶ مشخص شد که مردی که شمارهٔ آشویتس پریمو لوی (۱۷۴۵۱۷) را بر دست خودش خالکوبی کرده‌بود و برای سال‌ها ادعا می‌کرد که موفق به فرار از اردوگاه کار اجباری آشویتس در دوران آلمان نازی شده‌است، همهٔ این سال‌ها دروغ گفته و هیچ‌وقت اصلاً در آشویتس زندانی نبوده‌است. جوزف هیرت در نامهٔ عذرخواهی که منتشر کرد، مدعی شد که شمارهٔ پریمو لوی را روی بازوی خود خالکوبی کرد تا «خاطرهٔ این شیمی‌دان بزرگ» را زنده نگه دارد.